# Stazione di Brescia Borgo San Giovanni
La stazione di Brescia Borgo San Giovanni (fino al 13 dicembre 2020, Borgo San Giovanni) è una stazione ferroviaria della Brescia-Iseo-Edolo. È ubicata nel territorio comunale di Brescia, nel quartiere Fiumicello.
È classificata da Ferrovienord come stazione secondaria.

## Storia
Fu inaugurata il 21 giugno 1885, assieme alla ferrovia Brescia-Monterotondo-Iseo, e aperta al servizio pubblico il giorno seguente. Dal punto di vista dell'esercizio, la stazione seguì le sorti della ferrovia: costruita dalla Società italiana per le strade ferrate meridionali, fu gestita dalle Ferrovie dello Stato tra il 1905 e il 1907, per poi passare alla Società Nazionale Ferrovie e Tramvie (SNFT) e, dal 1993, al gruppo delle Ferrovie Nord Milano.
La stazione nacque con lo scopo di servire gli abitati di Borgo San Giovanni, storica frazione di Fiumicello, comune extramurario di Brescia che nel 1880 fu assorbito dall'amministrazione cittadina.
Tra il 1915 e gli inizi degli anni novanta presso la stazione funzionò un raccordo a servizio di alcune fabbriche della zona, come la Franchi-Gregorini, poi INNSE, la Caffaro e l'Iveco. Per il servizio di manovra ebbe in dotazione dalla SNFT prima un esemplare delle locomotiva a vapore del Gruppo 40 e, in seguito, una locomotiva diesel: il Cn 531.
Nel 1997 fu dotata dell'Apparato statico con calcolatore vitale (ASCV).
Tra agosto 2019 e dicembre 2020 gli impianti della stazione furono oggetto di lavori per migliorarne la sicurezza e la fruibilità in vista di un possibile potenziamento del servizio regionale fra la stazione di Brescia e quelle di Castegnato e Iseo. Si costruì un nuovo piano binari con banchine rialzate e pensiline a protezione dei viaggiatori. Fu aperto un nuovo ingresso da via Emilio Morosini, in affiancamento a quello originario situato presso una traversa di via Villa Glori, e fu costruito un nuovo sottopasso per garantire l'accesso ai binari da parte dei viaggiatori, eliminando il precedente attraversamento a raso. Il 13 dicembre 2020, con l'attivazione dell'orario invernale 2020-21, il nome della stazione è stato modificato in Brescia Borgo San Giovanni.

## Strutture ed impianti
Il fabbricato viaggiatori presenta le caratteristiche tipiche della fermate della vecchia Brescia–Iseo. Negli anni successivi alla sua apertura, la crescita industriale della zona rese necessaria la costruzione di uno scalo merci.
Il piazzale è dotato di due binari. Il primo è quello di raddoppio, per incroci e precedenze, ed è lungo 139 m, mentre il secondo è quello di corsa della linea ferroviaria. A ovest del fabbricato viaggiatori è presente un binario tronco, lungo 115 m. Le banchine per l'accesso ai treni sono due, entrambe lunghe 157 ed entrambe protette da pensiline, collegate tra loro da un sottopasso con due linee di ascensori.
Precedentemente ai lavori di ammodernamento del 2019 era presente un terzo binario di raddoppio, mentre l'accesso alle banchine avveniva mediante attraversamento a raso dei binari. 

## Movimento
La stazione è servita dai treni regionali (R) in servizio sulle relazioni Brescia-Iseo e Brescia-Breno/Edolo, eserciti da Trenord nell'ambito del contratto di servizio stipulato con la Regione Lombardia.

## Servizi
- Biglietteria automatica
- Sala d'attesa